# Глебов, Михаил Никодимович
Михаил Никодимович Глебов (1912—1986) — советский работник промышленности, директор авиазавода, Герой Социалистического Труда.

## Биография
Родился 29 мая 1912 года в селе Большая Приваловка (ныне — Верхнехавского района Воронежской области) в крестьянской семье.
Трудовую биографию начал слесарем на Ковровском инструментальном заводе. Окончил без отрыва от производства рабфак и в 1933 году поступил в Московское высшее техническое училище им. Баумана. После окончания вуза был призван в Красную армию и по возвращении из неё, осенью 1940 года, поступил на работу на Московский авиазавод им. Горбунова.
С началом Великой Отечественной войны предприятие было эвакуировано в Казань, где Михаил Глебов проработал всю оставшуюся жизнь. Работал последовательно — начальником отделения, заместителем начальника цеха, заместителем начальника производства, главным механиком, главным контролёром, главным технологом, главным инженером и директором завода (с 1967 по 1973 годы). При нём казанские авиастроители запустили в серийное производство лайнер Ил-62.
Наряду с производственной, занимался общественной деятельностью, неоднократно избирался депутатом районного и городского Советов, а также Верховного Совета Татарской АССР.
После выхода на пенсию проживал в Казани. Умер 15 августа 1986 года.

## Награды
- В 1971 году М. Н. Глебову было присвоено звание Героя Социалистического Труда с вручением ордена Ленина (за крупный вклад в развитие авиастроения).
- Также был награждён вторым орденом Ленина, двумя орденами Трудового Красного Знамени и медалями.